# Hyloscirtus bogotensis
Hyloscirtus bogotensis es una especie de anfibio anuro que vive en Colombia, en los bosques de montaña de los departamentos de Cundinamarca, Boyacá y Santander, cerca de las corrientes de agua, entre los 1.800 y 2.800 m de altitud. Está amenazada por la destrucción de su hábitat.